# Элмквист, Руне
Руне Элмквист (швед. Rune Elmqvist, 1906—1996) — шведский инженер, в 1958 году, работая под руководством Оке Сеннинга, разработал первый вживляемый кардиостимулятор.
Окончив обучение в Лунде, Элмквист начал работать врачом, но позже стал инженером и изобретателем.
В 1948 году во время работы в компании Elema-Schönander (известной позднее как Siemens-Elema) Элмквист разработал первый струйный принтер электрокардиограмм, который он назвал мингографом. В 1957 году Элмквист становится почётным доктором наук. 8 октября 1958 года в Стокгольме шведу Арне Ларссону (Arne Larsson) была сделана первая операция по имплантации кардиостимулятора. Устройство было размером с хоккейную шайбу и состояло из двух транзисторов. Через пять часов имплантат перестал работать и пришлось делать повторную операцию, завершившуюся успешно. Пациент умер в 2002 году, прожив до 86 лет.
В 1960 году становится директором по развитию в Elema-Schönander.